# Kanton Artenay
Der Kanton Artenay war von 1790 bis 2015 ein französischer Wahlkreis im Arrondissement Orléans, im Département Loiret und in der Region Centre-Val de Loire; sein Hauptort war Artenay.
Der Kanton Artenay war 196,87 km² groß und hatte 9395 Einwohner (Stand 2012). 

## Gemeinden
Der Kanton umfasste Wahlberechtigte aus zehn Gemeinden:
| Gemeinde       | Einwohner Jahr | Fläche km² | Bevölkerungsdichte | Code INSEE | Postleitzahl |
| -------------- | -------------- | ---------- | ------------------ | ---------- | ------------ |
| Artenay        | 1827 (2013)    | –          | – Einw./km²        | 45008      | 45410        |
| Bucy-le-Roi    | 181 (2013)     | –          | – Einw./km²        | 45058      | 45410        |
| Cercottes      | 1397 (2013)    | –          | – Einw./km²        | 45062      | 45520        |
| Chevilly       | 2713 (2013)    | –          | – Einw./km²        | 45093      | 45520        |
| Gidy           | 1699 (2013)    | –          | – Einw./km²        | 45154      | 45520        |
| Huêtre         | 279 (2013)     | –          | – Einw./km²        | 45166      | 45520        |
| Lion-en-Beauce | 146 (2013)     | –          | – Einw./km²        | 45183      | 45410        |
| Ruan           | 219 (2013)     | –          | – Einw./km²        | 45266      | 45410        |
| Sougy          | 843 (2013)     | –          | – Einw./km²        | 45313      | 45410        |
| Trinay         | 232 (2013)     | –          | – Einw./km²        | 45330      | 45410        |